# Pierre de Vic
Pierre de Vic, connu comme lo monge do Montodon (le moine de Montaudon en occitan), est un troubadour auvergnat né vers 1143 au Castelvielh de Vic-en-Carladès et décédé vers 1210 au Prieuré  Saint-Pierre de Belloc à Vinça.
Appartenant à la famille du seigneur de Vic, il fait des études à l'abbaye d'Aurillac où il prend l'habit bénédictin. Il voyage beaucoup et chante ses vers à la cour d'Alphonse de Barcelone, roi d'Aragon (1162-1196), devenu en 1166 vicomte de Carlat, à celle de Louis VII (1137-1180) et d'Adèle de Champagne, ainsi qu'à celle de Richard Cœur de Lion, duc d'Aquitaine (1189-1199).
Il fut seigneur de la Cour de l'Épervier et mourut vers 1210 au prieuré  Saint-Pierre de Belloc, alors en Catalogne.

## Biographie
On le connaît un peu par l'évocation qu'il fait lestement de lui-même, dans le seizième portrait que, comme avant lui Peire Alvernha, il donne d'autres troubadours:

Avec le seizième, on en aura assez,

Le faux moine de Montaudon

Qui se dispute et se querelle avec tous

A laissat Deu per baco (il a laissé Dieu pour le lard...)

Et pour avoir fait un jour vers et cansos

On devrait rapidement le pendre à tous vents.

On connaît plus en détail sa vie par un autre troubadour, Pierre Vidal:

Le Moine de Montaudon fut d'Alvernhe, d'un château qui a nom Vic et se trouve près d'Orlhac. Il était gentil homme et fut fait moine de l'abbaye d'Aurillac.

Et l'abbé lui donna le prieuré de Montaudon. Et là, il se plaisait à faire le bien de la maison. Demeurant dans son couvent, il faisait des couplets et des sirventes sur les sujets qui couraient dans la contrée.

Les chevaliers et les barons le tirèrent du couvent et lui firent les grands honneurs et lui donnèrent tout ce qui lui fit plaisir ou qu'il leur demanda; et lui-même portait tout à Montaudon, à son prieuré. Il accrut et améliora beaucoup son église, car il continuait à porter les habits de moine. 

Puis il s'en retourna à Aurillac, auprès de son abbé, lui montrant l'amélioration qu'il avait faite au prieuré de Montaudon; et il le pria de lui accorder la grâce de se ranger à la volonté du roi Alfons d'Aragon, et l'abbé la lui donna. 

Et le roi lui commanda de manger de la viande,

de courtiser les dames,

de chanter,

et de trouver;

et il en fit ainsi. 

Et il fut fait seigneur du Puy-Sainte-Marie avec le privilège de donner l'épervier. Longtemps il eut la seigneurie de la cour du Puy, jusqu'à ce que la cour disparût.

Et puis il s'en alla en Espagne et il lui fut fait grand honneur par tous les rois et tous les barons.

Et il alla dans un prieuré en Espagne, du nom de Villefranche-de-Confolens qui dépend de l'abbaye d'Aurillac.

Et l'abbé le lui donna.

Et il l'enrichit et l'améliora ; et là il mourut et finit ses jours.
Un siècle après sa mort, c'est en Italie, où la poésie lyrique est toujours à la mode, que Francesco Bareberino rend hommage au moine de Montaudon, le citant plusieurs fois dans son œuvre:

Dicit namque monachus de Montalto provincialis, magis te sequor, Amorem…

## Œuvres
On a conservé de lui dix-neuf poésies : des cansós, des envois, des tensós, un sirventès, un plazer et une cobla.
Un envoi et une cansó sont notés avec la mélodie.